# Alfred M. Gray mlajši
Alfred M. Gray mlajši, ameriški general marincev, * 22. junij 1928, Rahway, New Jersey, ZDA, † 20. marec 2024, Alexandria, Virginija, ZDA.

## Življenjepis
Gray se je pridružil korpusu leta 1950. Na začetku je služil v amfibijskem izvidniškem vodu, FMF Pacifik, kjer je napredoval v vodnika.
Leta 1952 je napredoval v poročnika, nakar je bil poslan v The Basic School (Quantico, Virginija) in nato še v artilerijsko šolo (Fort Sill, Oklahoma). Po šolanju je bil poslan v Korejo, kjer se je pridružil 1. marinski diviziji kot artilerijski častnik 2. bataljona 11. marinskega polka in nato kot pehotni častnik služil še v 1. bataljonu 7. marinskega polka.
Decembra 1954 se je vrnil v ZDA, kjer je služil v 8. marinskem polku (Marine Corps Base Camp Lejeune) do avgusta 1955, ko je bil začel šolanje za komunikacijskega častnika. Šolo je končal julija 1955, hkrati pa bil povišan v stotnika. Od aprila 1956 do maja 1961 je deloval v specialnih operacijah v tujini.
Maja 1961 je bil premeščen v HQMC kot častnik za specialne operacije in načrte (sekcija G-2). V tem času je služil v Guantanamo Bayu (Kuba) in v Vietnamu. Februarja 1963 je bil povišan v majorja.
Oktobra 1963 se je pridružil 12. marinskemu polku 3. marinske divizije, ki je bila v Vietnamu, kjer je opravljal dolžnosti polkovnega komunikacijskega častnika, polkovnega S-3 častnika in artilerijskega zračnega opazovalca. Aprila 1967 je prevzel poveljstvo sestavljenega artilerijskega bataljona (Gio Linh). Septembra 1967 je bil premeščen v 3. marinsko ekspedicijsko silo (DaNang), kjer je poveljaval 1. radijskem bataljonu. Za zasluge je bil povišan v podpolkovnika oktobra 1967.
Februarja 1968 se je vrnil v ZDA in prevzel dolžnost načelnika obveščevalne in operacijske sekcije pri obrambni skupini za posebne projekte.
Novembra 1968 je bil premeščen v marinsko razvojno in šolsko poveljništvo (Quantico); zadolžen je bil za razvoj doktrine uporabe senzorske tehnologije. Med junijem in septembrom 1969 je v Vietnamu opravljal nadzorne in izvidniške naloge na območju I. korpusa.
Po vrnitvi v Quantico je prevzel dolžnost načelnika obveščevalne in izvidniške sekcije pri razvojnem centru do avgusta 1970. Takrat je začel šolanje na Command and Staff College, ki ga je končal junija 1971, nakar je bil premeščen k 2. marinski diviziji Camp Lejeune, kjer je prevzel poveljstvo 1. bataljona 2. marinskega polka in istočasno tudi poveljstvo BLT istega bataljona. BLT je bila premeščena v Sredozemlje septembra 1971 kot del 34. marinske amfibijske enote. To dolžnost je opravlja do marca 1972, ko se je vrnil v ZDA, kjer je od aprila do decembra 1972 poveljeval 2. marinskemu polku. Takrat je prevzel dolžnost asistenta načelnika štaba (G-3) 2. marinske divizije). Avgusta 1972 je napredoval v polkovnika.
Od avgusta 1973 do junija 1974 je opravljal šolanje na Army War College (Pensilvanija), nakar je na Okinavi prevzel poveljstvo 4. marinskega polka in poveljstvo kampa Camp Hansen. Nato je služil kot poveljnik 33. MAU/CO, namestnik poveljnika RLT-4 in poveljnik 9. MAB v Južni Aziji.
Avgusta 1975 se je vrnil v HQMC, kjer je prevzel dolžnost namestnika direktorja sekcije za trening in šolanje. Marca 1976 je napredoval v brigadnega generala, nakar je prevzel poveljstvo specialne enote rezervistov. 11. junija 1976 je postal poveljnik 4. marinske amfibijske brigade. Od oktobra 1978 do maja 1981 je opravljal dolžnost namestnika za razvoj direktorja razvojnega centra pri razvojno-šolskem poveljništvu KMP ZDA. Februarja 1980 je napredoval v generalmajorja (z datumom čina 1. april 1976).
4. junija 1981 je prevzel dolžnost poveljnika 2. marinske divizije FMF Atlantik, Camp Lejeune. Avgusta 1984 je napredoval v generalporočnika, ko je prevzel poveljstvo FMF Atlantik in Evropa in 2. marinske ekspedicijske sile.
1. julija 1987 je postal general in komandant Korpusa mornariške pehote Združenih držav Amerike, kar je opravlj do svoje upokojitve 30. junija 1991.

## Odlikovanja
- medalja za izjemno služenje,
- srebrna zvezda,
- legija za zasluge z bojnim »V« in zlato zvezdo (nadomestek za še drugič podeljeno odlikovanje),
- bronasta zvezda z bojnim »V« in tremi zlatimi zvezdami,
- škrlatno srce z zlato zvezdo,
- trak za bojno akcijo z zlato zvezdo, ...

## Napredovanja
- vodnik - 1951
- poročnik - 9. april 1952
- nadporočnik - oktober 1953
- stotnik - julij 1955
- major - februar 1963
- podpolkovnik - oktober 1967
- polkovnik - avgust 1972
- brigadni general - 24. marec 1976
- generalmajor - februar 1980 (z datumom veljavnosti 1. april 1976)
- generalporočnik - 29. avgust 1984
- general - 1. julij 1987